# Плещеницы

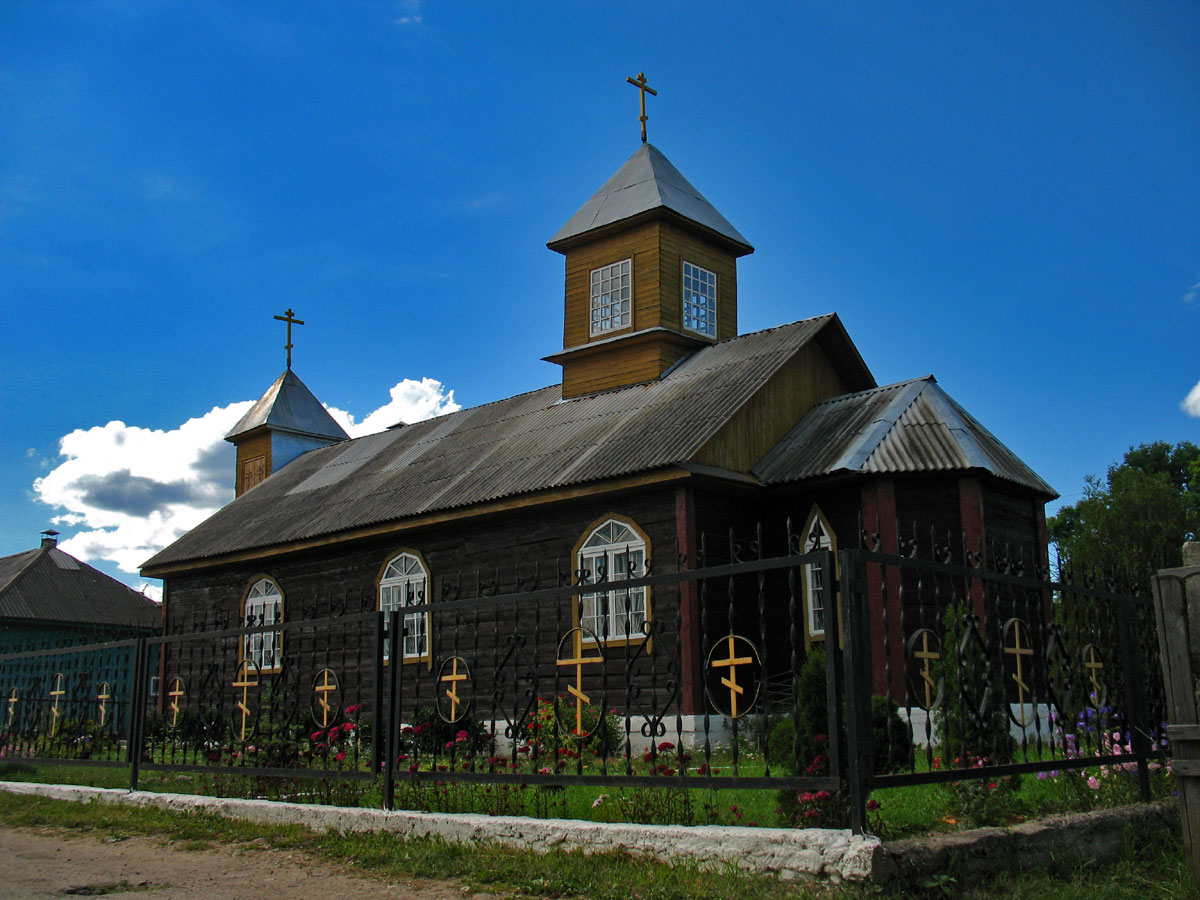
Церковь Святых апостолов Петра и Павла

Плещеницы (бел. Плешчаніцы) — городской посёлок в Логойском районе Минской области Беларуси. Административный центр Плещеницкого сельсовета. Расположен на автодороге Р63 Борисов — Плещеницы — Вилейка — Сморгонь — Ошмяны, на пересечении с автомагистралью М3. Численность населения — 5 845 человек (на 1 января 2025 года).
В 15 км от Плещениц находится мемориал Дальва.
26 августа 2023 года территория городского посёлка Плещеницы включена в состав Плещеницкого сельсовета.

## География
Расположен на берегу Плещеницкого водохранилища, в 27 км от Логойска, на пересечении автодорог Борисов — Вилейка и Минск — Полоцк.

## Население
Численность населения — 5 845 человек (на 1 января 2025 года). Численность населения — 5 911 человек (на 1 января 2023 года).
На 1 января 2016 года в посёлке проживало 5835 человек.
| Численность населения:                                                                          |
| Графики недоступны из-за технических проблем. См. информацию на Фабрикаторе и на mediawiki.org. |

| 1939 | 1959   | 1970   | 1979   | 1989   | 2006   | 2018   | 2023    | 2024 | 2025   |
| ---- | ------ | ------ | ------ | ------ | ------ | ------ | ------- | ---- | ------ |
| 3669 | ▲ 4804 | ▲ 6557 | ▲ 7448 | ▼ 7333 | ▼ 6522 | ▼ 5834 | ▲ 5 911 |      | ▼5 845 |

| Национальный состав по переписи населения 2009 года | Национальный состав по переписи населения 2009 года | Национальный состав по переписи населения 2009 года |
| Народ                                               | Численность                                         | %                                                   |
| --------------------------------------------------- | --------------------------------------------------- | --------------------------------------------------- |
| Белорусы                                            | 5440                                                | 90,05%                                              |
| Русские                                             | 427                                                 | 7,07%                                               |
| Украинцы                                            | 86                                                  | 1,42%                                               |
| Цыгане                                              | 16                                                  | 0,26%                                               |
| Поляки                                              | 15                                                  | 0,25%                                               |
| Грузины                                             | 10                                                  | 0,17%                                               |
| Национальный состав по переписи населения 1939 года |                                                     |                                                     |
| Народ                                               | Численность                                         | %                                                   |
| Белорусы                                            | 2280                                                | 62,1%                                               |
| Евреи                                               | 827                                                 | 22,5%                                               |
| Русские                                             | 394                                                 | 10,7%                                               |
| Украинцы                                            | 90                                                  | 2,5%                                                |
| Поляки                                              | 49                                                  | 1,3%                                                |

## История
Известен с 1492 года как деревня в Минском повете. Принадлежали Тышкевичам.
На самом деле примерное время основания нынешнего городского поселка Плещеницы согласно данным археологии датируется X веком. В то время Плещеницы (тогда назывались Плещиничи или Плещичи) входили в состав Полоцкого княжества.
С датой первого летописного упоминания также не все так просто. Нынешнюю дату первого упоминания Плещениц – 1492 год, по всей видимости, вывел историк Вячеслав Носевич на основании одного из найденных им документов в архивах Вильнюса.
Доктор исторически наук Ольгерд Петрович Артюшевский утверждал, что в архивах Вильнюса в 1970-х годах был найден другой документ, датированный 1212 годом, где впервые упоминались Плещеницы. К сожалению, этому исследователю не удалось опубликовать копию этого документа или дать ссылку на него, а его домашний архив после его смерти, видимо, был утерян. Но местные краеведы, например, его ученица, известный плещеницкий краевед Галина Ивановна Полсычева, которая будучи школьницей училась истории у Альгерда Петровича, утверждает, что летоисчисление истории городского поселка Плещеницы нужно вести как раз с этой даты.
Информация А.П. Артюшевского очень правдоподобна и вот почему. Дело в том, что во многих работах местных краеведов действительно утверждается, что Плещеницы возникли в XI-XII веках как небольшой опорный пункт, что связывал Русь с Балтией на перекрестке торговых дорог Борисов-Вильня и Минск-Полоцк. Словосочетание «опорный пункт» наводит на мысль, что уже в те далекие времена это была не деревня, а укрепленный город. И действительно, по данным исследователя А.М. Кулагина (книга «Память Логойского района», Т1, с. 378) в одном архивном документе 1517 года упоминается о существовании замка в Плещеницах. Кроме того, сам А.П. Артюшевский по воспоминаниям его учеников утверждал, что упоминание о Плещеницах 1212 года было найдено в одном из документов в архивах Вильнюса, что действительно могло иметь место, хотя в 1970-х годах было запрещено говорить о Вильне, как бывшей столице Беларуси. То есть придумать такое было нельзя, значит факт действительно мог иметь место.
Через Плещеницы проходили военные действия: московские войска во время Ливонской войны, 1654-1667 годов с Россией.
С 1793 в составе Российской империи, местечко, центр волости. Во время войны 1812 года, при отступлении французской армии, отряд российской армии генерала Чеплица разбил здесь авангард 9-го французского корпуса маршала Виктора. В 1817 владельцы Плещениц Тышкевичи построили церковь, в 1825 создан театр (действовал до 1835). С 1924 по 1962 центр Плещаницкого района, с 1938 городской посёлок. В годы Великой Отечественной войны оккупанты разрушили поселок, уничтожили более 2 тыс. человек.
Сначала городок принадлежал Чарторыйским, ведь на то время именно они были владельцами Логойского района, куда и входили Плещеницы. Но после 1492 года пожизненное владение рядом деревень, средь которых находились и Плещеницы, было Утверждено привилегией великого князя ВКЛ Александра за Авдотьей Чарторыйской, вдовой князя Андрея Можайского, что умер около 1481.
Около 1530 года, после смерти А. Можайской поместье Плещеницы получил её племянник В. И. Саломерецкий, а за ним его потомки. С 1565—1566 гг. Плещеницы находились в составе Минского воеводства и были размещены на большаке с Борисова на Долгиново. Рядом с поместьем начинался тоже большак на Докшицы и Глубокое.
В 1609 году М. Л. Саломерецкий продал Плещеницы Энаху Кавячинскому, подкоморию минскому.
С 27 сентября 1938 года Плещеницы — городской посёлок.
26 августа 2023 года территория городского посёлка Плещеницы включена в состав Плещеницкого сельсовета.

## Экономика
В Плещеницах находятся предприятия топливной, деревообрабатывающей, пищевой промышленности и строительных материалов. На юго-западном берегу Плещеницкого водохранилища имеется охотничье-рыболовная база.
Крупнейшие предприятия:
- ОАО «Кобальт» (120 сотрудников; производит гвозди, металлические контейнеры, отопительные котлы, прочие металлические изделия)[19][20];
- СП ООО «Бокемин» (противопожарное оборудование).

## Образование
В Плещеницах работают 2 средние, музыкальная, детско-юношеская спортивная школы, 5 дошкольных учреждений, училище олимпийского резерва.

## Интересные факты
Крылатому выражению «В Беларуси три столицы: Минск, Бобруйск и Плещеницы» поставлен памятник в Бобруйске.

## Культура
- Центр культуры
- Музей ГУО "Плещеницкая средняя школа № 1 Логойского района"
- Музей ГУО "Плещеницкая средняя школа № 2 Логойского района"

## События и мероприятия
- 23 сентября 2023 года — районный фестиваль "Дажынкi"[22]

## Достопримечательность

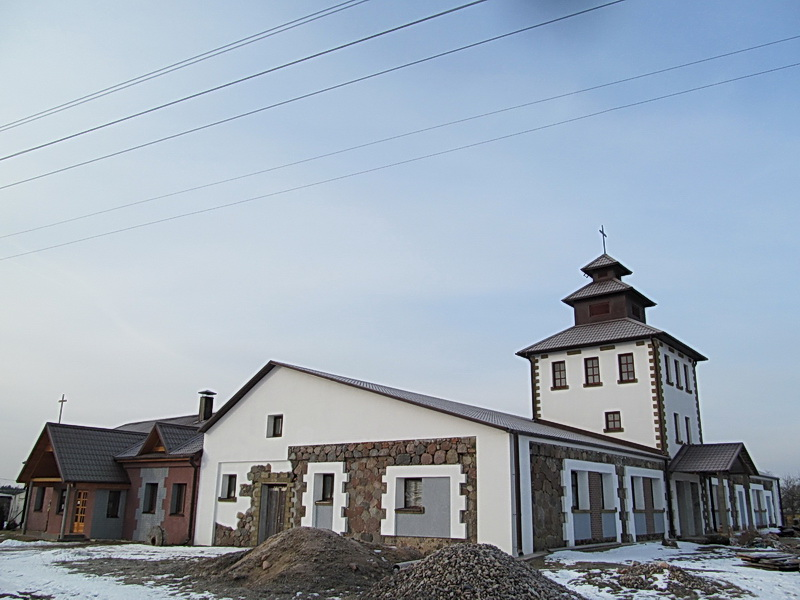
Костёл Святой Анны (ранее усадьба Тышкевичей)

- В 15 км от Плещениц находится мемориал Дальва
- Курганный могильник —  Историко-культурная ценность Республики Беларусь, шифр 613В000264
- Церковь Святых апостолов Петра и Павла
- Усадьба Тышкевичей
- Костёл Святой Анны
- Часовня
- Синагога (начало XX века)
- Протестантский храм

### Памятник, скульптура
- Памятник В. И. Ленину
- Мемориальный камень на месте боя 1812 года
- Памятник-самолёт Су-24М